# A Gata Comeu
A Gata Comeu é uma telenovela brasileira produzida e exibida pela TV Globo de 15 de abril a 19 de outubro de 1985, em 160 capítulos. Substituiu Livre para Voar e foi substituída por De Quina Pra Lua, sendo a 30ª "novela das seis" exibida pela emissora.
Escrita por Ivani Ribeiro, com a colaboração de Marilu Saldanha, contou com a direção de José Carlos Pieri e Herval Rossano, também diretor-geral, sob a supervisão de Daniel Filho. A gerência de produção foi de Carlos Henrique de Cerqueira Leite. É um remake da novela A Barba-Azul, escrita também por Ivani Ribeiro para a extinta Rede Tupi e exibida em 1974.
Contou com as participações de  Christiane Torloni, Nuno Leal Maia, Mauro Mendonça, José Mayer, Bia Seidl, Deborah Evelyn, Fátima Freire e Danton Mello.

## Enredo
Apesar de já ter ficado várias vezes noiva, Jô Penteado sempre acaba o noivado com seus pretendentes, o que lhe rende o apelido de "Lucrécia Bórgia". Rafael Benavente, ator de teatro, é seu oitavo noivo e todos esperam que, enfim, aconteça o casamento. Nesse meio tempo, o professor Fábio, uma pessoa honesta e trabalhadora que dá aula na Urca, organiza uma excursão com lancha para seus alunos. A embarcação é de propriedade de Horácio Penteado, pai de Jô. Alguns amigos dele e Jô acabam indo para a excursão, mas a lancha quebra e todos vão parar numa ilha deserta. No local, Jô e Fábio brigam o tempo todo, e trocam até tapas. O ódio de um pelo outro aumenta a cada instante. São  dados como mortos e ficam dois meses na ilha até serem resgatados.
Jô chega da excursão confusa e acaba terminando o noivado com Rafael. Descobre que está apaixonada por Fábio e faz de tudo para conquistá-lo, mesmo tendo de enfrentar Paula, noiva dele. Consegue impedir o casamento dos dois por várias vezes, e até sequestra o professor. Vai nascendo um amor confuso entre os dois e Gláucia, irmã invejosa de Jô, faz de tudo para atrapalhar os dois.
A novela também tem outras atrações: Oscar, casado com Conceição, finge-se de doente para não ter que trabalhar, e dá voltas na praia o dia inteiro, procurando mulheres, dizendo à esposa que é orientação médica. Ela, por sua vez, acredita na mentira do marido e o trata como um rei.
Outro personagem de destaque é Vitório, que se apresenta como "Conde de Parma", mas na verdade é garçom em uma pizzaria e não tem dinheiro algum. Engana a todos e fica noivo de Gláucia. Ela faz isso por interesse e mal desconfia. Apesar disso, Vitório é um bom caráter e tenta por várias vezes revelar a verdade, mas suas tentativas não dão certo.
O que também rende risadas na trama é o casal de meia-idade Gugu e Tetê, que brigam frequentemente. Tetê, é uma esposa totalmente controladora, e vive "na cola" do marido o dia inteiro, impedindo-o de fumar, de comer chocolate, de andar sem boné... A grande surpresa é que Tetê engravida de gêmeos, o que todos consideram como um "acidente de percurso".

## Elenco
| Ator / Atriz            | Personagem                                         | Interpretado(a) na obra original por |
| ----------------------- | -------------------------------------------------- | ------------------------------------ |
| Christiane Torloni      | Joana Penteado (Jô)                                | Eva Wilma                            |
| Nuno Leal Maia          | Fábio Coutinho                                     | Carlos Zara                          |
| Mauro Mendonça          | Horácio Penteado                                   | Newton Prado                         |
| Bia Seidl               | Gláucia Brandão                                    | Jussara Freire                       |
| Laerte Morrone          | Vitório Braga / Vitório Galhardi, o Conde de Parma | Edney Giovenazzi                     |
| Anilza Leoni            | Ester Brandão Penteado                             | Lia de Aguiar                        |
| Roberto Pirillo         | Antônio Duarte (Tony)                              | Nélson Caruso                        |
| Fátima Freire           | Paula Queiroz                                      | Kate Hansen                          |
| Cláudio Corrêa e Castro | Gustavo Penaforte (Gugu)                           | Luiz Carlos de Moraes                |
| Marilu Bueno            | Tereza Penaforte (Tetê)                            | Elizabeth Hartmann                   |
| Mayara Magri            | Beatriz Penaforte (Babi)                           | Nádia Lippi                          |
| Élcio Romar             | José Mário Braga (Zé Mário / Braguinha)            | Paulo Figueiredo                     |
| José Mayer              | Edson da Silva                                     | Carlos Nunes como Ernani             |
| Nina de Pádua           | Ivete da Silva                                     | Wanda Stefânia                       |
| Deborah Evelyn          | Helena Brandão (Lenita)                            | Analu Graci                          |
| Luís Carlos Arutim      | Oscar da Silva                                     | Ivan Mesquita                        |
| Dirce Migliaccio        | Maria Conceição da Silva (Conceição)               | Yolanda Cardoso                      |
| Rogério Fróes           | Martim Queiroz                                     | Paulo Padilha                        |
| Diana Morel             | Ofélia Queiroz                                     | Carminha Brandão                     |
| Eduardo Tornaghi        | Rafael Benavente                                   | Geraldo del Rey                      |
| Norma Geraldy           | Biloca                                             | Leonor Navarro como Sinhá            |
| Jayme Periard           | Tito Rosental                                      | João Signorelli                      |
| Monah Delacy            | Graziela Rosental                                  | Carmem Marinho                       |
| Aracy Cardoso           | Zazá                                               | Rachel Martins                       |
| Germano Filho           | Vicente                                            | Arnaldo Weiss                        |
| Sônia Regina            | Alice                                              | Léa Camargo como Doralice            |
| Kléber Macedo           | Televina                                           | Norah Fontes                         |
| Marina Miranda          | Nair                                               | Wilma de Aguiar como Olga            |
| Juan Daniel             | Padre Aurélio                                      | Aldo César                           |
| Mário Polimeno          | Giovanni                                           | Felipe Donavan                       |
| Danton Mello            | Carlos Eduardo Coutinho (Cuca)                     | Douglas Mazzola                      |
| Kátia Moura             | Adriana Coutinho                                   | Ana Luíza Lancaster                  |
| Oberdan Júnior          | Alexandre Queiroz (Xande)                          | Dimitri Orrico                       |
| Juliana Martins         | Suely Queiroz                                      | Suzy Camacho                         |
| Sílvio Perroni          | Renato de Oliveira (Nanato)                        | Haroldo Botta                        |
| Rafael Alvarez          | Cecílio Muniz (Cecéu)                              | João Luiz                            |
| Juliana Lucas Martin    | Vera Muniz (Verinha)                               | Janice Barreto                       |

### Participações especiais
| Ator / Atriz        | Personagem                                                           |
| ------------------- | -------------------------------------------------------------------- |
| Alberto Pérez       | Antigo diretor do colégio onde estudam as crianças                   |
| Alfredo Murphy      | Benjamin, um dos pescadores que salvam os náufragos                  |
| Ana Luíza Folly     | Cecília, secretária na agência de turismo de Horácio, amiga de Paula |
| Arlete Salles       | Ela mesma, convidada na festa promovida por Horácio e Ester          |
| Carlos Duval        | Fiscal dos garis que demite Oscar                                    |
| Carlos Freitas      |                                                                      |
| Cássio Scapin       | Enfermeiro do hospital onde Jô fica internada após acidente          |
| Cláudia Wagner      | Irene, empregada dos Penteado                                        |
| Cosme dos Santos    | Toco, um dos sequestradores de Oscar                                 |
| Danton Jardim       | Marcelo, amigo de Jô                                                 |
| David Pinheiro      | Zé Bento, um dos pescadores que salvam os náufragos                  |
| Doc Comparato       | Ele mesmo, a quem Tony pede um papel em uma novela                   |
| Eduardo Martini     | Diretor da peça produzida por Jô                                     |
| Eliane Narduchi     | Iara, secretária no escritório de Horácio                            |
| Ênio Santos         | Delegado que investiga o sequestro de Oscar                          |
| Eva Todor           | Ela mesma, convidada na festa promovida por Horácio e Ester          |
| Fernando Bastos     | Ele mesmo, convidado na festa promovida por Horácio e Ester          |
| Gonzaga Blota       | Ele mesmo, a quem Tony pede um papel em uma novela                   |
| Grande Otelo        | Ele mesmo, convidado na festa promovida por Horácio e Ester          |
| Herval Rossano      | Ele mesmo, diretor da novela estrelada por Alice                     |
| Joana Rocha         | Empregada de Ofélia                                                  |
| João Signorelli     | Varetão, um dos sequestradores de Oscar                              |
| Joel Grijó          | Contínuo                                                             |
| Jomba               | Policial                                                             |
| Jorge Luiz da Silva | Porteiro                                                             |
| José Carlos Sanches | Recepcionista do hotel onde Vitório fingia estar hospedado           |
| Júnior Prata        | Mauro, amigo de Tito                                                 |
| Leonardo José       | Policial                                                             |
| Lúcia Alves         | Ela mesma, colega de Tony                                            |
| Miguel Rosenberg    | Professor Monteiro, diretor do colégio onde trabalha Fábio           |
| Milton Moraes       | Ele mesmo, convidado na festa promovida por Horácio e Ester          |
| Neide Aparecida     | Enfermeira do hospital onde Jô fica internada após o acidente        |
| Neuza Amaral        | Ela mesma, convidada na festa promovida por Horácio e Ester          |
| Neuza Borges        | Empregada de Tony e Paula no final                                   |
| Paulo Celestino     | Ator que contracena com Rafael e Alice numa novela da TV             |
| Paulo Figueiredo    | Ele mesmo, colega de Tony                                            |
| Paulo Pinheiro      | Secretário da escola Augusto dos Anjos onde Fábio leciona            |
| Pedro Rocha         | Pedro, motorista da família Penteado                                 |
| Regina Restelli     | Kátia, amiga de Zé Mário                                             |
| Reinaldo Gonzaga    | Dr. Antônio, psiquiatra de Jô                                        |
| Rogério Cardoso     | Brandão, agiota que cobra a dívida de Edson                          |
| Rômulo Arantes      | Lupércio                                                             |
| Ronnie Von          | Giordano Valentin (ex-noivo da Jô)                                   |

## Produção
A trama é um remake de A Barba-Azul, lançada pela TV Tupi em 1974. Para substituir Livre para voar, a Globo havia planejado fazer uma adaptação de Mulheres de areia, porém o projeto foi adiado.
Com a produção iniciada 2 meses antes da estréia, a trama teve título provisório de Pancada de Amor Não Dói. Outros títulos sugeridos foram Bateu Levou, Lucrécia Borja, Tapas e Beijos e A Ilha. O título escolhido foi A gata comeu. A inspiração foi a música Comeu, do grupo Magazine, composta por Caetano Veloso e originalmente lançada pelo cantor em 1984 em seu álbum Velô. A canção terminou sendo o tema de abertura da novela.
Grande parte das cenas externas da novela foram gravadas no bairro da Urca. Com na época ainda não existia o Projac, as cenas externas eram gravadas em locações reais.

## Audiência
Em sua exibição original alcançou médias de audiência de 64 pontos (Rio de Janeiro) e de 56 pontos (São Paulo).
Em sua reprise de 1989, a telenovela teve média geral de 33 pontos, sendo até hoje, a maior média geral do Vale A Pena Ver De Novo..

## Exibição
Foi reexibida pelo Vale a Pena Ver de Novo de 27 de fevereiro a 28 de julho de 1989, substituindo Gabriela e sendo substituída por Brega & Chique, em 110 capítulos. Foi reexibida novamente pelo Vale a Pena Ver de Novo de 23 de julho a 7 de dezembro de 2001, substituindo Você Decide e sendo substituída por História de Amor, em 100 capítulos.
Foi reexibida no quadro Novelão do Video Show em duas ocasiões: a primeira de 11 de junho a 15 de junho de 2012 e a segunda de 19 de janeiro a 23 de janeiro de 2015, ambas em cinco capítulos.
Foi reexibida na íntegra pelo Viva de 24 de outubro de 2016 a 27 de abril de 2017, substituindo Mulheres de Areia e sendo substituída por Tieta às 15h30.

### Outras Mídias
Em 7 de junho de 2021, foi disponibilizada na íntegra pelo Globoplay, como parte do Projeto Resgate.

## Trilha sonora
A trilha sonora nacional trouxe em seu repertório músicas que ficaram bastante associadas à novela. As mais lembradas são: "Só pra o Vento" (Ritchie), principal tema de Jô Penteado; "Amigo do Sol, Amigo da Lua" (Benito di Paula), tema do professor Fábio; e "Comeu", música de Caetano Veloso regravada pelo grupo Magazine especialmente para a abertura. A capa do disco seria estampada pela Conceição, vivida por Dirce Migliaccio, mas a capa da trilha foi estampada por um gatinho. 
Já a trilha internacional é considerada uma das mais marcantes da década, com músicas que foram bastante executadas nas rádios e se tornaram verdadeiros clássicos dos anos 80. Entre os sucessos, estão "Heaven" (Bryan Adams), "Everytime You Go Away" (Paul Young), "I Was Born to Love You" (Freddie Mercury), "I Should Have Known Better" (Jim Diamond) e "Forever by Your Side" (The Manhattans), tema de Jô e Fábio, que fez sucesso no Brasil graças à novela.
Poucos dias depois de lançado, o disco foi reposto nas lojas com a música "Smooth Operator" (Sade) substituindo "Crazy for You", que não havia sido liberada pelos representantes internacionais da Warner Music, gravadora a qual pertencia Madonna. Por conta disso, a versão do vinil com a música da cantora se tornou raro. A capa é estampada pela atriz Joana Medeiros, filha da atriz Maria Lucia Dahl, que tinha 14 anos de idade à época.

### Nacional
1. "Só pra o Vento" - Ritchie (tema de Jô Penteado)
2. "Choro" - Fábio Jr. (tema de Edson)
3. "Amigo do Sol, Amigo da Lua" - Benito di Paula (tema de Fábio e seus alunos)
4. "Seu Nome" - Biafra (tema de Paula)
5. "Canção de Búzios" - Sandra Sá (tema de Ivete)
6. "Doce Pecado" - Santa Cruz (tema de Jô Penteado)
7. "Comeu" - Magazine (tema de abertura)
8. "Eu Queria Ter uma Bomba" - Barão Vermelho (tema de Rafael)
9. "Sonho Blue" - Liliane (tema de Jô Penteado)
10. "Tipo One Way" - Ciclone (tema de Babi e Tito)
11. "Solidão Vai" - Hyldon (tema de Martim)
12. "Fora de Prumo" - Sérgio Sá (tema de Zé Mário)
13. "Mania" - Lápis de Cor (tema de Babi)
14. "Dama e Vagabundo" - Danilo (tema de Lenita e Edson)

### Internacional
1. "I Should Have Known Better" - Jim Diamond (tema de Lenita e Edson)
2. "The Heat Is On" - Glenn Frey (tema de Tito e Babi)
3. "Crazy for You" - Madonna (tema de Alice) / "Smooth Operator" - Sade
4. "Everything I Need" - Men at Work (tema de Fábio)
5. "Heaven" - Bryan Adams (tema de Babi e Zé Mário)
6. "Dillo Tu" - Fred Bongusto (tema de Vitório e Ivete)
7. "Brasileiro Train" - Naima and Papagayo (tema de Oscar)
8. "I Was Born to Love You" - Freddie Mercury (tema de Tony)
9. "Everytime You Go Away" - Paul Young (tema de Paula)
10. "Just Another Night" - Mick Jagger (tema de Jô Penteado)
11. "Forever by Your Side" - The Manhattans (tema de Jô Penteado e Fábio)
12. "We Can Change the World" - Tremendo (canta Teo) (tema das crianças)
13. "Lovely Love" - Terry Winter e Silvia Massari (tema de Vicente e Zazá)
14. "Caribe" - W. White (tema de Gláucia)